# Anillo de Bishop (hábitat)
Un anillo de Bishop es un hipotético hábitat espacial giratorio propuesto originalmente en 1997 por Forrest Bishop. Al igual que sucede en otros diseños de hábitats espaciales, el Anillo Bishop rotaría para producir gravedad artificial por medio de la fuerza centrífuga. La principal diferencia respecto de los diseños clásicos producidos en la década de 1970 por Gerard K. O'Neill y la NASA, es que utilizaría nanotubos de carbono en vez de acero, lo cual permite construir un hábitat espacial mucho más grande. En la propuesta original, el hábitat sería de aproximadamente 1.000 kilómetros (620 millas) de radio y 500 kilómetros (310 millas) de ancho, lo que supone 3 millones de kilómetros cuadrados (1,2 millones de millas cuadradas) de espacio habitable, comparable en tamaño a países como Argentina o la India.
Debido a su enorme escala, el anillo de Bishop no tendría que estar encerrado como el toro de Stanford sino que podría ser construido sin "techo", con la atmósfera retenida por la gravedad artificial y paredes de unos 200 km (120 millas) de altura. El hábitat sería orientado con su eje de rotación perpendicular al plano de su órbita, ya sea con una disposición de espejos para reflejar la luz solar sobre el borde interno o una fuente de luz artificial en el medio, alimentada por una combinación de paneles solares en el exterior de la llanta y satélites de energía solar.
También a diferencia de la década de 1970 las propuestas de la NASA, donde los hábitats se colocarían en el espacio cislunar o en los puntos de Lagrange L4 o L5 del sistema Tierra-Luna, Forrest Bishop propuso los puntos Lagrange L4 o L5 del sistema Tierra como lugares de ubicación de los hábitats.